# Inger Enkvist
Inger Enkvist, född 2 december 1947, är professor emerita i spanska vid Lunds universitet, bosatt i Lund.
Hon disputerade år 1987 med avhandlingen Las técnicas narrativas de Vargas Llosa, och har specialiserat sig på spansk och spanskamerikansk litteraturvetenskap under 1900-talet.

## Pedagogisk debattör
Dessutom har hon deltagit i skoldebatt och kritiserat den pedagogiska forskningen och den svenska utbildningspolitiken. Hon vänder sig emot tanken att den svenska skolans mätbart försämrade resultat (i PISA-mätningarna sedan år 2000) skulle bero på kommunaliseringen 1990. I boken De svenska skolreformerna 1962–1985 (2016) härleder hon i stället orsakerna till den ideologi om samhällets och skolans jämlikhet (reformpedagogik, på engelska progressive education) som sedan 1930-talet predikats av Alva Myrdal och i form av den enhetliga grundskolan (i stället för parallella utbildningsvägar genom folkskolor och läroverk) har genomförts av Stellan Arvidson, Britta Stenholm och Sixten Marklund. Bland reformernas opponenter nämner boken särskilt Ana Maria Narti, Gunnar Ohrlander och Arne Helldén.